# Filino (Kaliningrad)
Filino (russisch Филино, deutsch Klein Kuhren) ist ein Ort in der russischen Oblast Kaliningrad. Er gehört zur kommunalen Selbstverwaltungseinheit Stadtkreis Selenogradsk im Rajon Selenogradsk.

## Lage
Filino am gleichnamigen See liegt 40 Kilometer nordwestlich der Stadt Kaliningrad (Königsberg) an einer Nebenstraße, die bei Lesnoje (Warnicken) von der russischen Fernstraße A 192 abzweigt und über Donskoje (Groß Dirschkeim) nach Jantarny (Palmnicken) führt. Mitten durch den Ort verläuft die nicht mehr betriebene Bahnstrecke von Lesnoje (Endhaltepunkt der ehemaligen Samlandbahn) über Jantarny nach Primorsk (Fischhausen) an der früheren Ostpreußischen Südbahn.

## Geschichte
Das bis 1946 Klein Kuhren genannte Dorf liegt an der Nordküste des Samlandes am ehemals so genannten Finkener Mühlenfließ, das hier in die Ostsee mündet und über Jahrtausende die Finkenschlucht ausgewaschen hat. Am Finkener Mühlenfließ legte man zur Ordenszeit eine Mühle an, die noch bis ins 20. Jahrhundert in Betrieb war. Der nordwestlich von Filino gelegene frühere Wachbudenberg ist mit 60,8 Metern nicht nur der höchste Berg am samländischen Strand, sondern bietet von seiner Spitze aus auch einen weiten Blick über die Ostsee bis zur Kurischen Nehrung. 
Von 1874 bis 1945 war Klein Kuhren in den Amtsbezirk Groß Dirschkeim (heute russisch: Donskoje) eingegliedert. Er gehörte bis 1939 zum Landkreis Fischhausen, von 1939 bis 1945 zum Landkreis Samland im Regierungsbezirk Königsberg der preußischen Provinz Ostpreußen. Um die Wende zum 20. Jahrhundert gehörte Klein Kuhren zu den samländischen Orten, in denen sich Künstler gerne aufhielten.
In Kriegsfolge kam Klein Kuhren mit dem nördlichen Ostpreußen 1945 zur Sowjetunion. Im Jahr 1947 erhielt der Ort die russische Bezeichnung Filino und wurde gleichzeitig dem Dorfsowjet Jantarski selski Sowet im Rajon Primorsk zugeordnet. Später gelangte der Ort in den Powarowski selski Sowet. Seit etwa dem Jahr 2000 gehörte Filino zum Dorfbezirk Krasnotorowski selski okrug und dann von 2005 bis 2015 zur Landgemeinde Krasnotorowskoje selskoje posselenije. Seither gehört der Ort zum Stadtkreis Selenogradsk.

## Einwohnerentwicklung

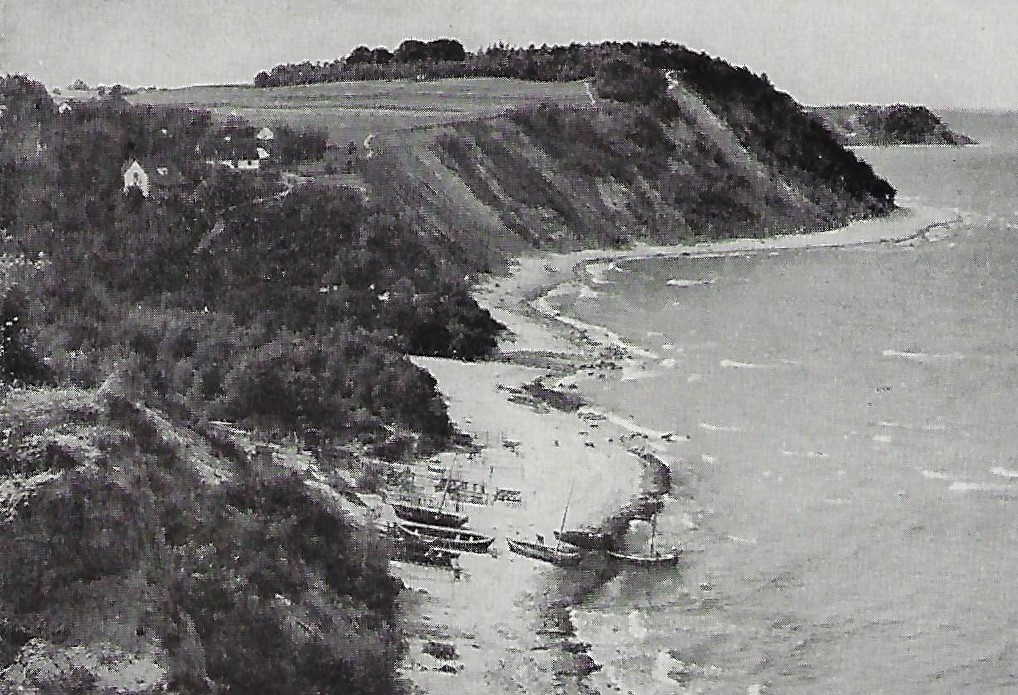
Wachbudenberg

| Jahr | Einwohner |
| ---- | --------- |
| 1910 | 136       |
| 1933 | 236       |
| 1939 | 234       |
| 2002 | 41        |
| 2010 | 36        |

## Kirche
Bis 1945 lebte eine mehrheitlich evangelische Bevölkerung in Klein Kuhren. Sie war in das Kirchspiel der Pfarrkirche in Heiligenkreutz (heute russisch: Krasnotorowka) eingegliedert, das zum Kirchenkreis Fischhausen (Primorsk) in der Kirchenprovinz Ostpreußen der Kirche der Altpreußischen Union gehörte. Heute liegt Filino im Einzugsbereich der evangelisch-lutherischen Auferstehungskirche in Kaliningrad (Königsberg) in der Propstei Kaliningrad der Evangelisch-lutherischen Kirche Europäisches Russland.